# Dufaux 5
Il Dufaux 5 è stato un aereo biplano costruito dai pionieri dell'aviazione franco-svizzera Armand ed Henri Dufaux.